# Jardim Panorama (Ipatinga)
Jardim Panorama é um bairro do município brasileiro de Ipatinga, no interior do estado de Minas Gerais. Localiza-se no distrito-sede, estando situado na Regional IV. Segundo o censo demográfico de 2022, realizado pelo Instituto Brasileiro de Geografia e Estatística (IBGE), sua população era de 8 707 habitantes e havia 3 357 domicílios particulares permanentes ocupados. Possui área de 1,7 km² conforme a prefeitura.
De acordo com o IBGE, em 2010 a população era de 9 610 habitantes e havia 3 003 domicílios particulares. No entanto, sua área inclui como extensão o bairro não oficial Caçula.

## História e descrição
Originou-se do loteamento da antiga Fazenda Ipanema, de propriedade da Acesita. Tinha como objetivo constituir uma extensão do bairro Veneza, mas se desenvolveram distintamente. Encontra-se em um eixo de circulação que favorece a integração com outras regiões da cidade. Na área plana da localidade as vias são largas e compridas, enquanto que nas áreas de morros as ruas se tornam estreitas.
Apesar de ser um bairro populoso, possui um movimento comercial ativo, concentrado nas avenidas Juscelino Kubitschek (JK) e Minas Gerais. Os ramos comerciais são variados, porém se destacam o segmento de peças e acessórios de veículos e mecânicas. Outra via importante para o bairro é a Rua Serra do Mar.
A Igreja Sagrado Coração de Jesus representa a sede da comunidade católica local, que está subordinada à Paróquia Sagrada Família. Outro ponto de referência do Jardim Panorama é a Praça da Avenida Juscelino Kubitschek (Praça Dona Ana de Oliveira). Segundo o IBGE, o bairro possui uma área considerada como favela e comunidade urbana, que tinha 3 057 habitantes em 2022.

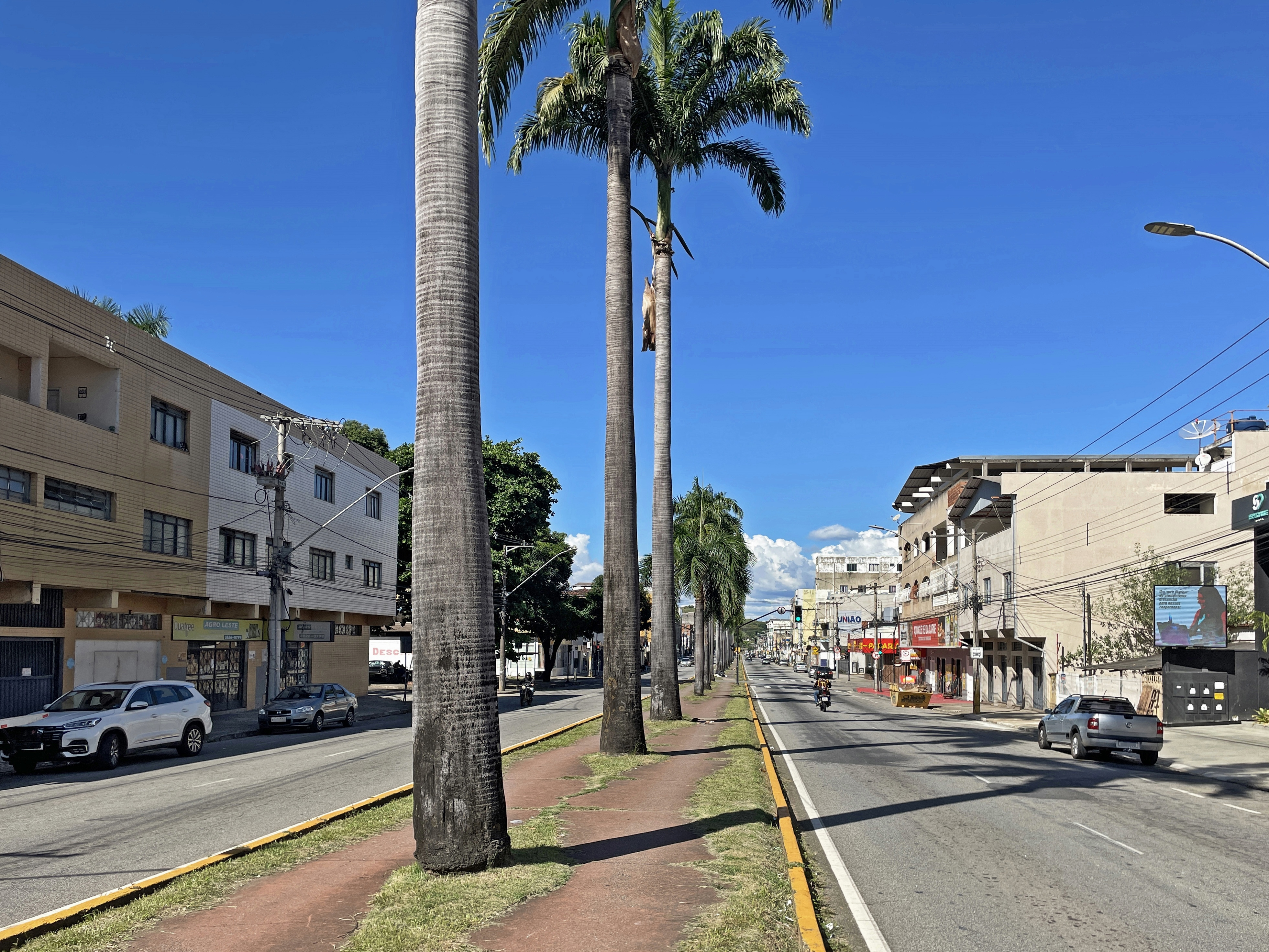
Avenida Juscelino Kubitschek (JK), uma das principais vias do bairro.
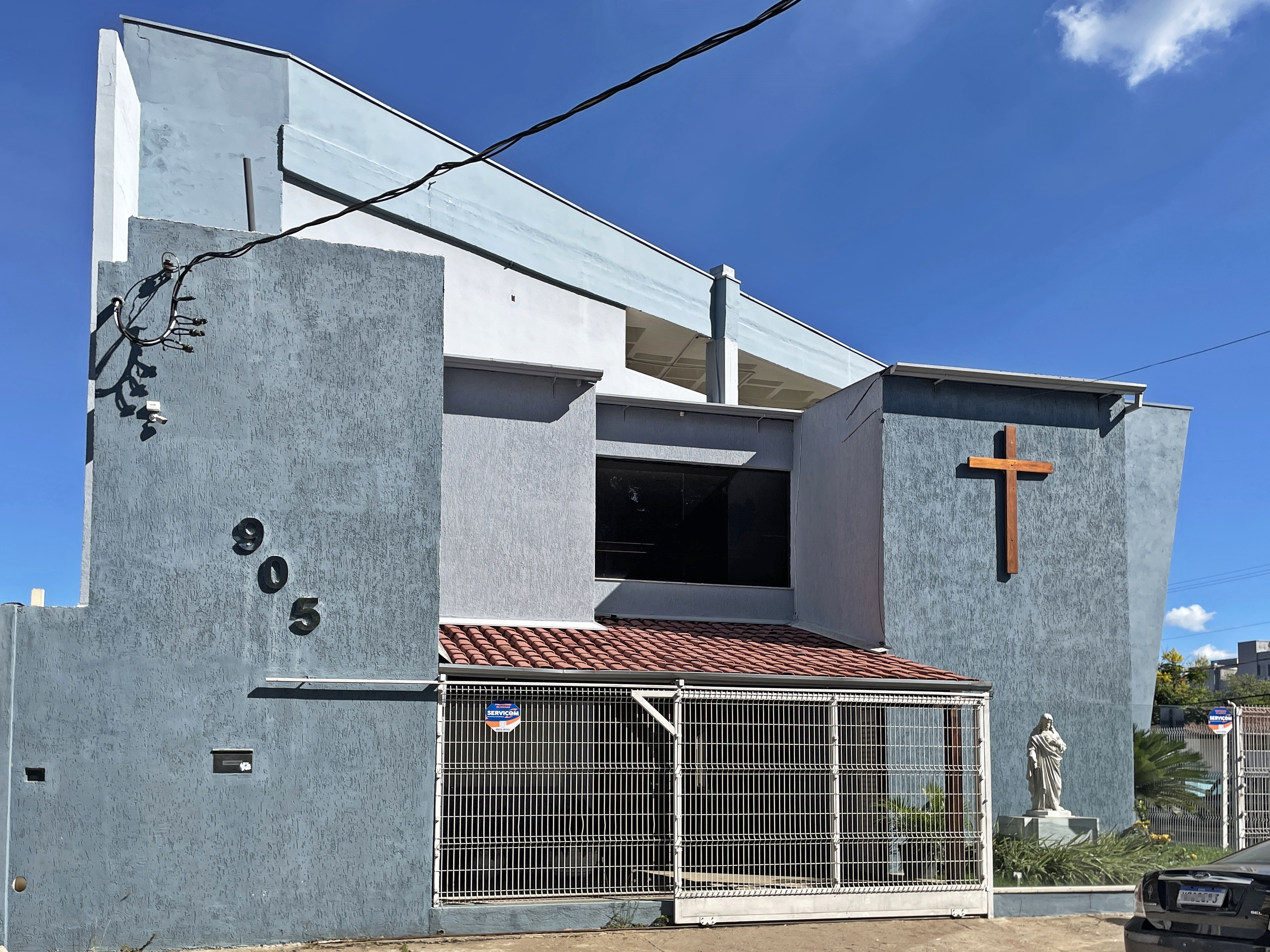
Fachada da Igreja Sagrado Coração de Jesus, da Paróquia Sagrada Família.